# L'Atelier rose
L'Atelier rose est un tableau réalisé par le peintre français Henri Matisse au printemps 1911. Cette huile sur toile représente l'intérieur de l'atelier de l'artiste à Issy-les-Moulineaux. Première peinture des Intérieurs symphoniques exécutés pour le collectionneur russe Sergueï Chtchoukine, elle est aujourd'hui conservée au musée des Beaux-Arts Pouchkine, à Moscou.
Au fond de l'atelier se reconnaissent d'autres œuvres de l'artiste, notamment la sculpture La Serpentine, mais aussi les tableaux Le Luxe II et Nu à l'écharpe blanche.

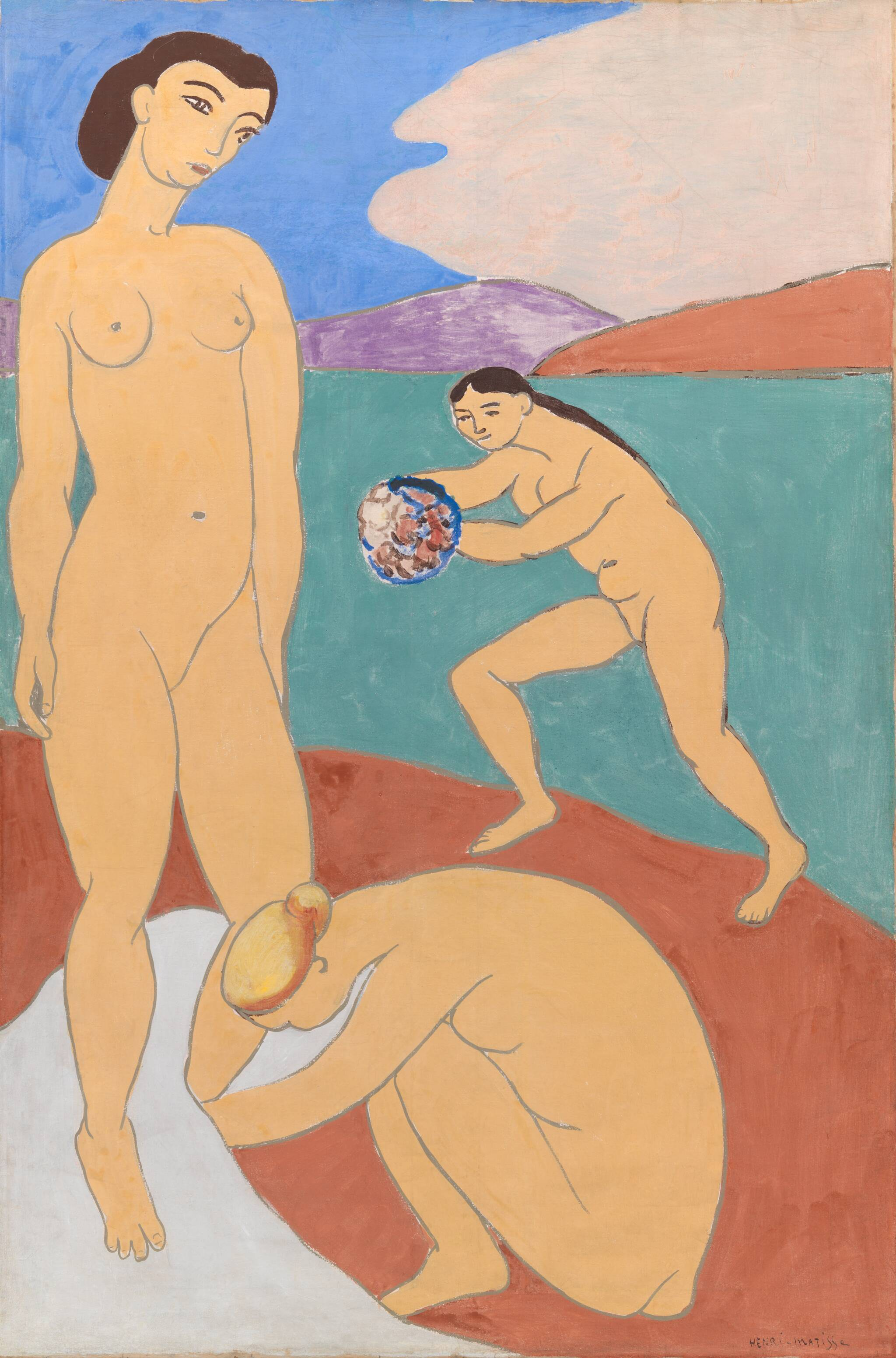
Le Luxe II, 1907-1908 – Statens Museum for Kunst, Copenhague.
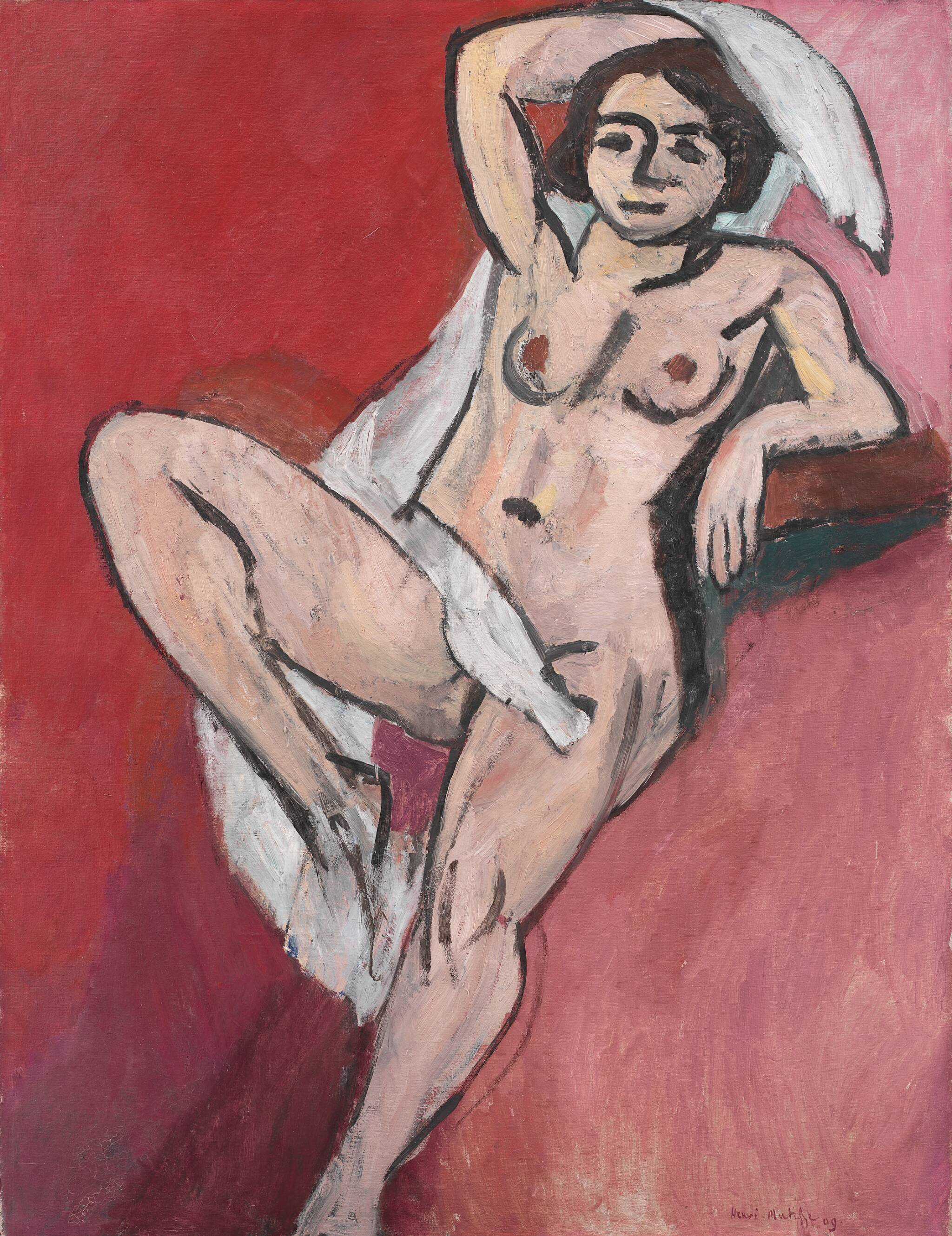
Nu à l'écharpe blanche, 1909 – Statens Museum for Kunst, Copenhague.